# 모스필름
모스필름(러시아어: Мосфильм, 영어: Mosfilm)은 러시아 연방을 포함한 유럽에서 가장 규모가 크고 오래된 영화 스튜디오이다.

## 같이 보기
- 소련 영화
- 러시아 영화
- 차이나 필름